# Гайдаржи Олександр Захарійович
Олександр Захарійович Гайдаржи (нар. 27 вересня 1981) — український футболіст та тренер, виступав на позиції воротаря.

## Кар'єра гравця
Футбольну кар'єру розпочав у складі «Ниви». Дебютував у футболці вінницького клубу 25 квітня 1999 року в програному (1:3) виїзному поєдинку 26-о туру Першої ліги проти «Львова». Олександр вийшов на поле на 46-й хвилині, замінивши Олега Остапенка. У команді провів шість з половиною сезонів, за цей час у Першій лізі України зіграв 87 матчів, ще 4 поєдинки провів у кубку України. Окрім цього, в сезоні 1999/00 років грав за «Ниву-2» (під назвою «Нива») в Другій лізі чемпіонату України (2 матчі).
У 2005 році перебрався до МФК «Миколаїв». У складі «корабелів» відіграв три сезони, за цей час зіграв 81 матч у чемпіонатах України та 2 поєдинки в національному кубку. Після цього провів один сезон в алчевській «Сталі». Першу половину 2009 року виступав за «Полісся» (Добрянка) в аматорському чемпіонаті України (2 поєдинки). Восени 2009 року повернувся в «Ниву», у футболці якої 2011 року завершив кар'єру професіонального футболіста. У сезоні 2012/13 років грав за «Вінницю» в обласному чемпіонаті.

## Кар'єра тренера
```
З січня по червень 2012 року займав посаду спортивного директора вінницької 
«Ниви»
.
```

## Особисте життя
Брат, Валерій, також професіональний футболіст.